# Resolutie 2027 Veiligheidsraad Verenigde Naties
Resolutie 2027 van de Veiligheidsraad van de Verenigde Naties werd unaniem door de VN-Veiligheidsraad aangenomen op 20 december 2011. Met de resolutie werd het VN-Kantoor in Burundi met meer dan een jaar verlengd.

## Achtergrond
Na Burundi's onafhankelijkheid van België in 1962 werd het land een monarchie. In 1966 werd de koning in een staatsgreep vervangen door een president. Toen de voormalige koning in 1972 vermoord werd, brak een burgeroorlog uit tussen Tutsi's en Hutu's in het land. Daarna losten de dictators elkaar met opeenvolgende staatsgrepen af. Begin 1994 kwam de president samen met zijn Rwandese collega om het leven toen hun vliegtuig werd neergeschoten. Daarop brak er in beide landen een burgeroorlog uit tussen Hutu's en Tutsi's waarbij honderdduizenden omkwamen.
In 2000 werd een overgangsregering opgericht, en pas in 2003 kwam die een staakt-het-vuren overeen met de rebellen. In juni 2004 kwam er een VN-vredesmacht, die tot 2006 bleef. Hierna laaiden de vijandelijkheden echter wederom op, totdat in augustus 2008 opnieuw een staakt-het-vuren werd getekend.

## Inhoud

### Waarnemingen
De Burundese overheid spande zich in om alle politieke partijen ruimte te geven en de dialoog te verbeteren. Het land had ook de nultolerantie ingevoerd tegen corruptie. Burundi zocht ook regionale aansluiting; zo bij de Economische Gemeenschap van Landen aan de Grote Meren, de Oost-Afrikaanse Gemeenschap en de Internationale Conferentie voor de Grote Merenregio. Voorts waren een ombudskantoor en een onafhankelijke nationale mensenrechtencommissie opgericht.
Desondanks was er ernstige bezorgdheid over mensenrechtenschendingen, waaronder politieke moorden en marteling, en beperkingen aan de burgervrijheden, vrijheid van meningsuiting, oppositie en media. In Burundi vonden ook aanvallen op de bevolking én het leger en depolitie plaats.

### Handelingen
Het mandaat van het BNUB (VN-kantoor) werd verlengd tot 15 februari 2013.
De Veiligheidsraad benadrukte voorts het belang van de hervorming van leger en politie in Burundi, de geprofessionaliseerd en versterkt moesten worden en opleiding mensenrechten moesten krijgen. Het land werd ook opgeroepen alles te doen om verdere mensenrechtenschendingen te voorkomen en voor gerechtigheid te zorgen.

## Verwante resoluties
- Resolutie 1901 Veiligheidsraad Verenigde Naties (2009)
- Resolutie 1959 Veiligheidsraad Verenigde Naties (2010)
- Resolutie 2090 Veiligheidsraad Verenigde Naties (2013)
- Resolutie 2137 Veiligheidsraad Verenigde Naties (2014)

Lijst ·  1967 ·  1968 ·  1969 ·  1970 ·  1971 ·  1972 ·  1973 ·  1974 ·  1975 ·  1976 ·  1977 ·  1978 ·  1979 ·  1980 ·  1981 ·  1982 ·  1983 ·  1984 ·  1985 ·  1986 ·  1987 ·  1988 ·  1989 ·  1990 ·  1991 ·  1992 ·  1993 ·  1994 ·  1995 ·  1996 ·  1997 ·  1998 ·  1999 ·  2000 ·  2001 ·  2002 ·  2003 ·  2004 ·  2005 ·  2006 ·  2007 ·  2008 ·  2009 ·  2010 ·  2011 ·  2012 ·  2013 ·  2014 ·  2015 ·  2016 ·  2017 ·  2018 ·  2019 ·  2020 ·  2021 ·  2022 ·  2023 ·  2024 ·  2025 ·  2026 ·  2027 ·  2028 ·  2029 ·  2030 ·  2031 ·  2032